# Andreas Bursche

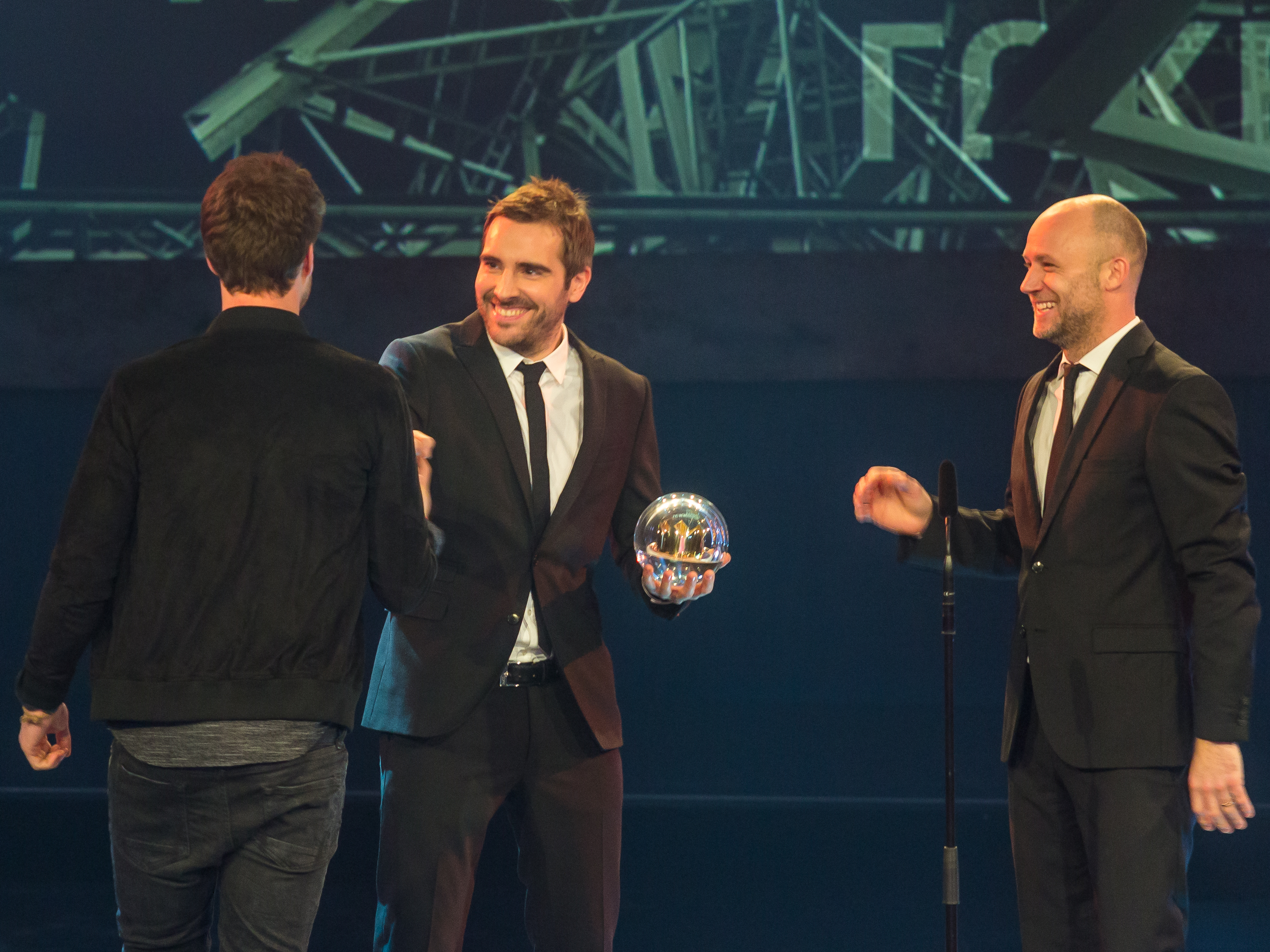
Andreas Bursche (rechts) und Tobi Schäfer (Mitte) überreichen Luke Mockridge die 1 Live Comedy-Krone 2016

Dieter Andreas Bursche (* 14. Februar 1980 in Hamburg) ist ein deutscher Radio- und Fernsehmoderator. Er war ab 1999 bei den Jugendsendern You FM und 1 Live zu hören, bevor er 2021 zu WDR 5 wechselte, wo er verschiedene aktuelle Sendungen moderiert.

## Werdegang
Von 1996 bis 1999 arbeitete Andreas Bursche während der Schulzeit bei Radio Hamburg und moderierte zusammen mit Christian Brost die Jugendsendung Flip Out. 1999 bestand er das Abitur am Charlotte-Paulsen-Gymnasium in Hamburg. Danach moderierte er ein Jahr die Morgensendung von Hr XXL, der damaligen Jugendwelle des HR-Hörfunks. Im Jahr 2000 war er als Hospitant bei Antenne Bayern beschäftigt. Ende 2000 wechselte Bursche zu radio ffn nach Hannover, wo er bis 2003 moderierte. Hier war er zwei Jahre Volontär und Moderator.
Im Jahr 2003 begann Bursches Fernsehtätigkeit. Für die Produktionsfirma Endemol in Köln moderierte er zusammen mit Mirko Klos und Sebastian Höffner afterwork tv auf RTL II. Es folgte die Moderation der Sendung Dating Day bei ProSieben (gemeinsam mit Ruth Moschner).
2004 ging er zurück zum HR-Hörfunk, wo er bis Ende Mai 2009 auf You FM Bursche am Nachmittag moderierte. Für den TV-Sender Super RTL moderierte er 2005 zwei Staffeln der Kinder-Fußballshow Toggo United. Seit 2006 moderierte er im HR-Fernsehen unter anderem die Keno-Show von Lotto Hessen und gemeinsam mit der Stimmungssängerin Margit Sponheimer Grand Prix der strammen Waden. Außerdem ist er jährlich zweimal als Zugreporter bei diversen hessischen Festumzügen tätig.
Andreas Bursche ist zertifizierter Moderationstrainer und Dozent an Hörfunkakademien, darunter die Akademie für Publizistik in Hamburg und die Medienqualifizierung in Köln.
2009 wechselt Bursche zu 1LIVE, der Jugendwelle des WDR-Hörfunks, und moderierte dort zusammen mit Tobi Schäfer alle zwei Wochen die Morgenshow. Zudem moderierte er gemeinsam mit Schäfer die Sendung Das Allerbeste am Samstag samstags vormittags. 2011 präsentierte er im WDR zudem die Backshow Süß und lecker. Im Jahr 2014 war er Off-Sprecher der im Fernsehsender VOX ausgestrahlten Sendung Flirt oder Fiasko.
Seit 2016 moderiert Bursche neben seiner Tätigkeit für 1Live auch bei HR3.
Im Jahr 2019 begann seine Tätigkeit als Moderator von WDR aktuell. Er wechselte Ende Juni 2021 hausintern von 1 Live zu WDR 5 und präsentiert dort u. a. das Mittagsecho und das Echo des Tages. Seit 2023 moderiert er das Morgenmagazin und die Aktuelle Stunde des WDR-Fernsehens.